# نرده

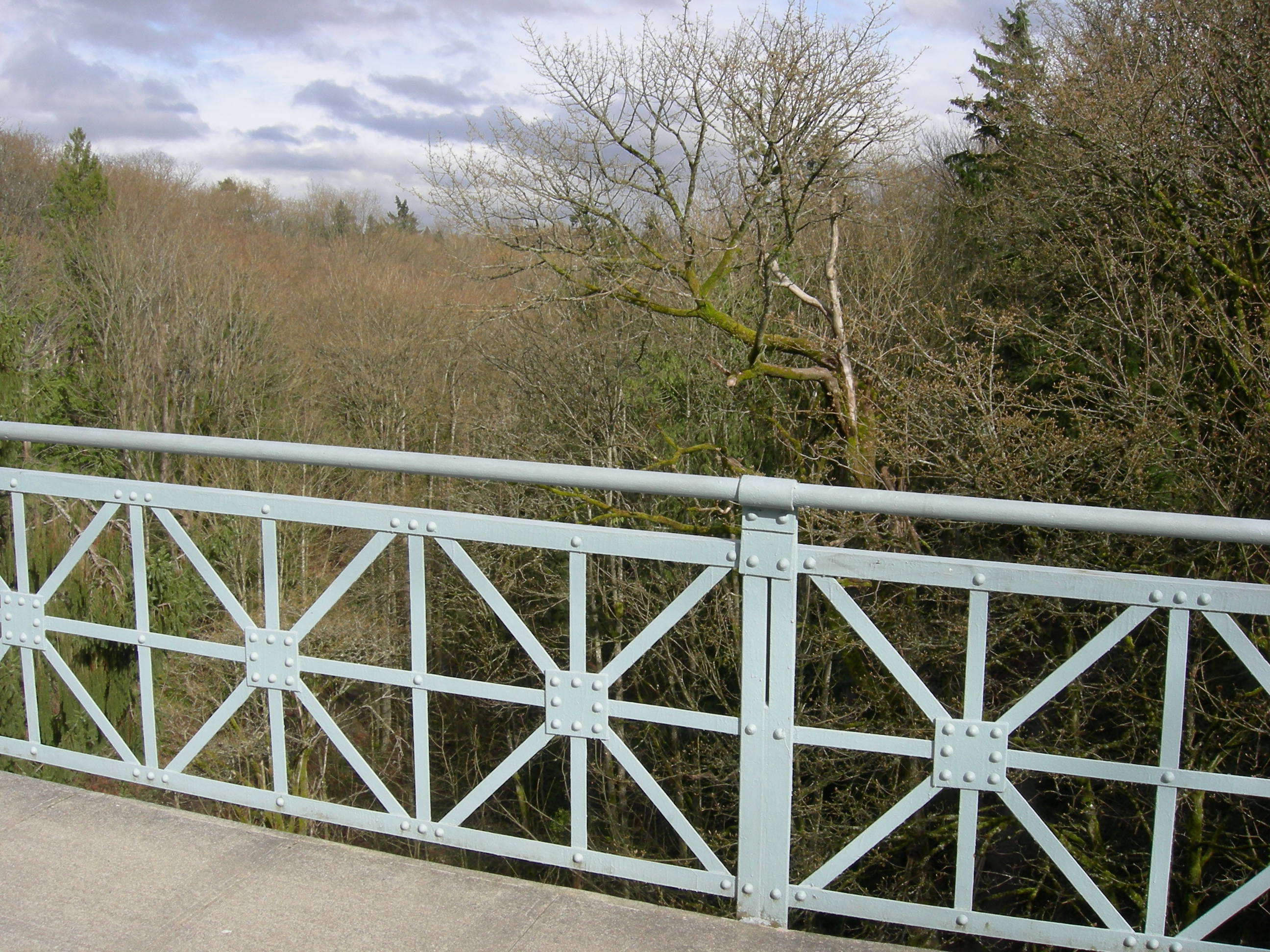
نرده پل

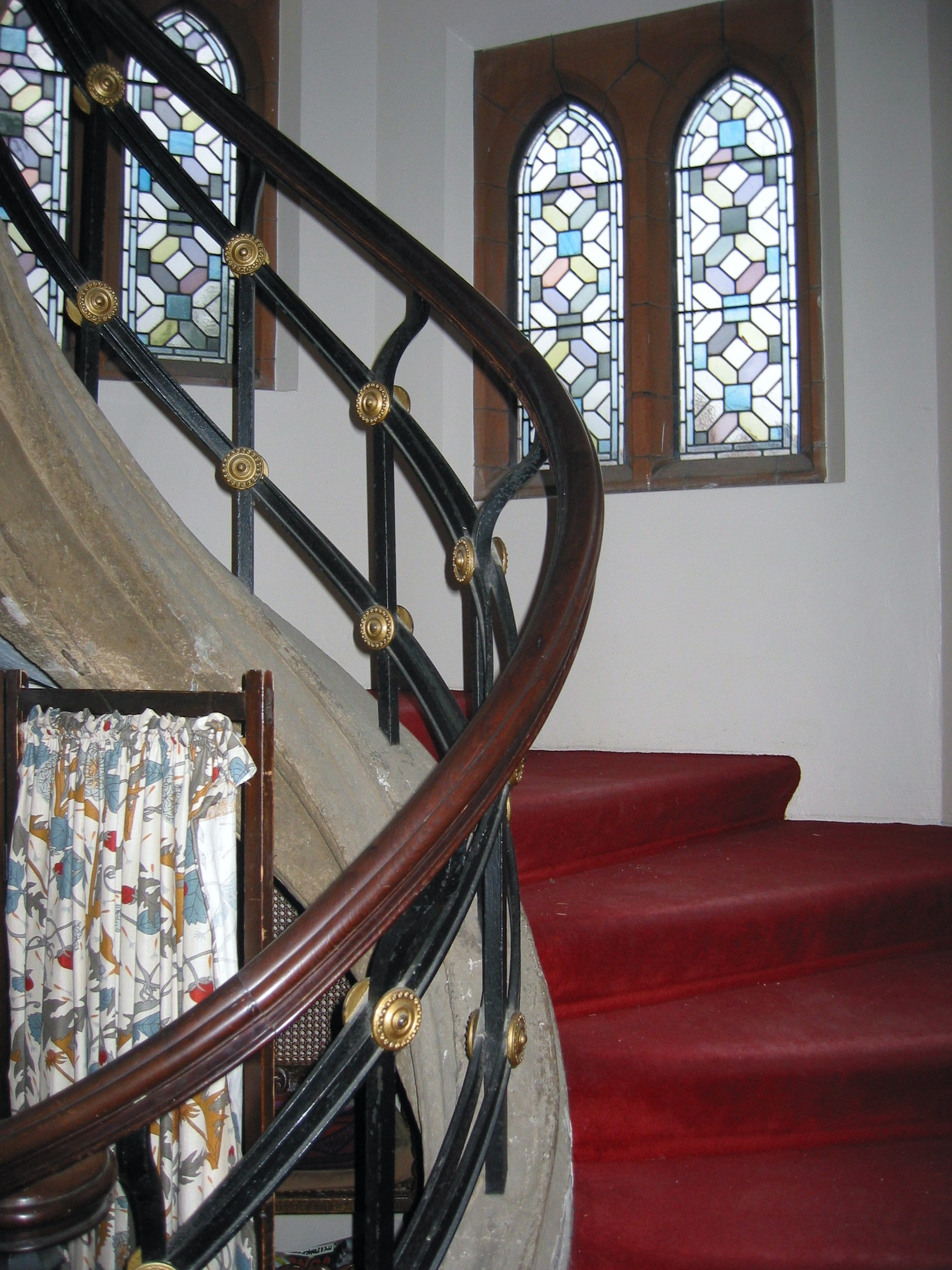
نرده پله

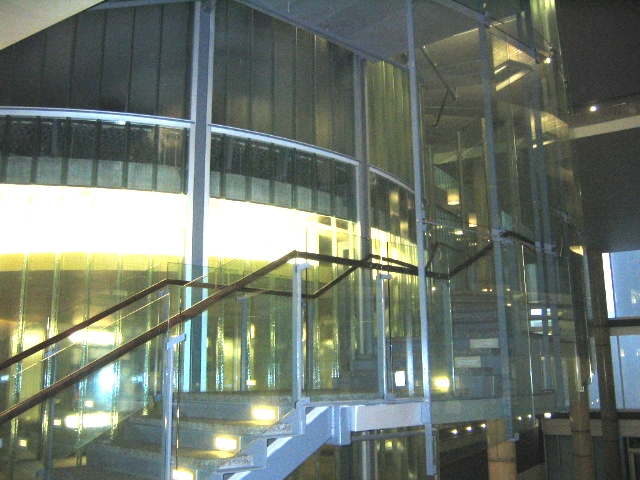
نرده راه پله با پانل‌های شیشه ای

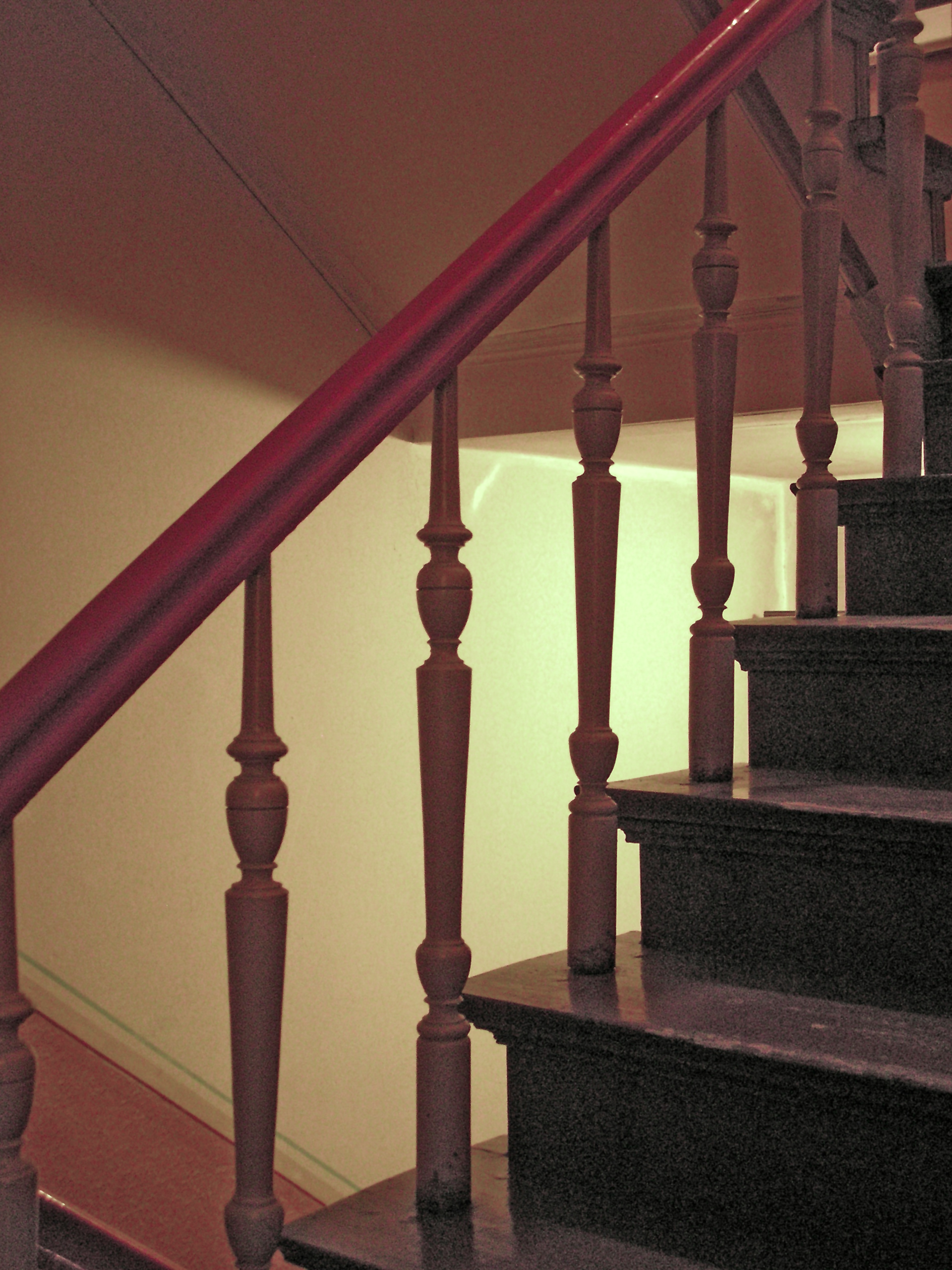
نرده چوبی با ترالجن مربوط به حدود سال ۱۹۰۰ در یک ساختمان آپارتمان آلمانی

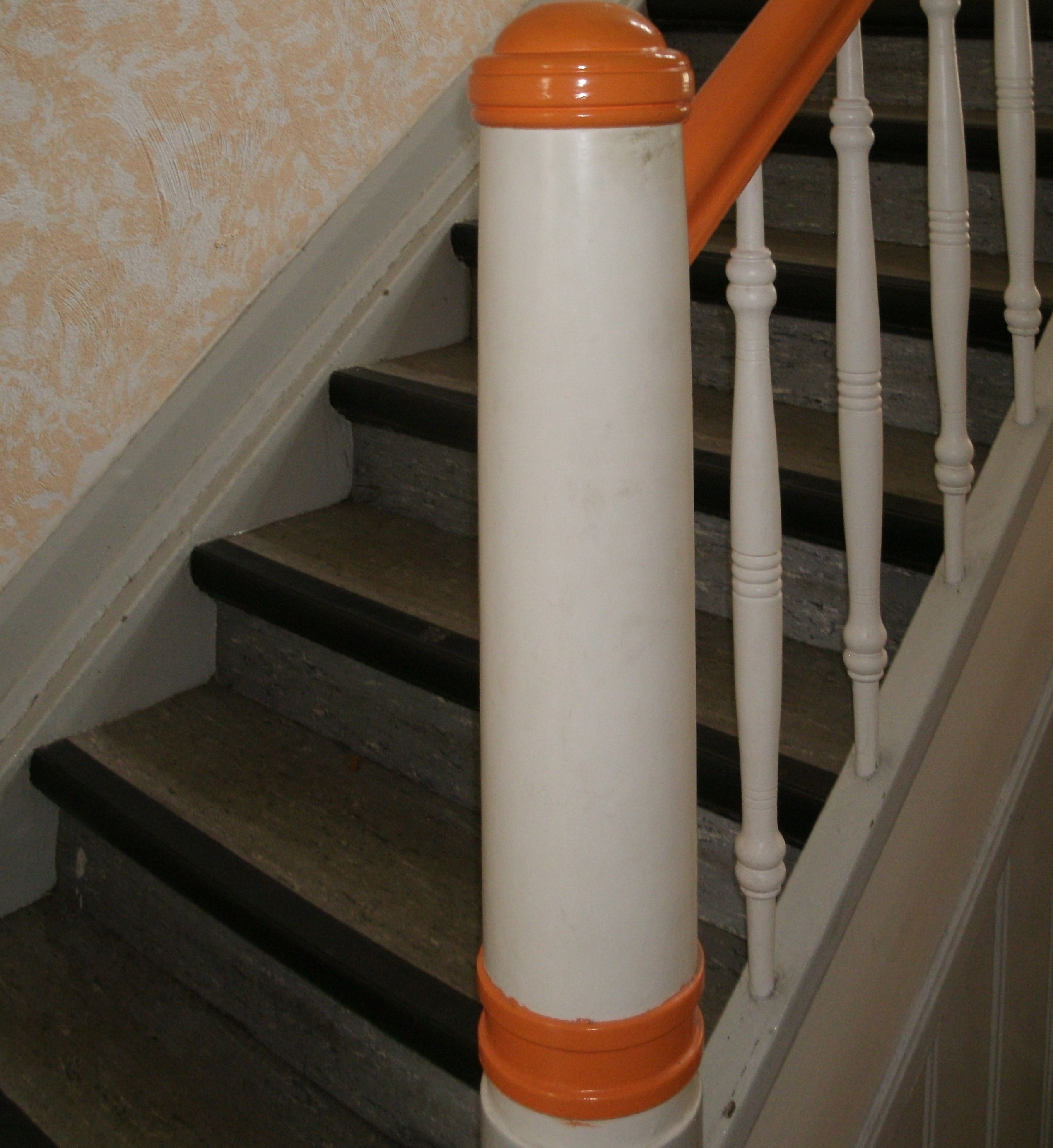
پست انتهایی یک نرده چوبی از سال ۱۹۱۰

نرده یک محافظ سقوط یا یک عنصر و راهنمای افراد است.

## استفاده
می‌توانید نرده‌ها را در مکان‌های زیر پیدا کنید
- ساختمان‌ها (روی بالکن‌ها، روف گاردن، پله‌ها، روی پنجره‌هایی با جان پناه‌های کم (کمتر از ۸۰ سانتی‌متر) یا در مقابل نماهای شیشه ای اتاق).
- زیرا (بارگیری رمپ، پل، خاکریز و …)
- وسایل نقلیه (در کشتی‌ها (نرده‌ها را ببینید)، در کامیون‌ها (کامیون‌های سیلو دار)، ...)
- کارخانه‌ها و ماشین آلات صنعتی (روی جرثقیل، اسکله، پل لوله، کانتینر، سیلو و …)
- سازه‌های ویژه (مانند آثار هنری باغبانی، برج‌های مشاهده، ...)
- استخر Kneipp
- داربست
- لبه‌های دیگر (در آب‌نماهای ثابت، اسکله‌های بخار، ...)
- در تجهیزات فنی (روی اجاق گاز، کابین آسانسور ساخته شده از شیشه، سکوهای بالابر، ...)

مصالح عبارتند از چوب، فولاد، پلاستیک، بتن و غیره. نرده‌های دائمی و آنهایی که به راحتی جدا می‌شوند وجود دارد.

## الزامات
نرده‌ها می‌توانند توسط معماران و طراحان به عنوان یک عنصر طراحی خاص مورد استفاده قرار گیرند. شکل و طراحی نرده‌ها بر تصور کلی که یک ساختمان یا تأسیسات (مانند پارک، کشتی، ماشین و غیره) ارائه می‌کند، تأثیر می‌گذارد.
شکل نرده‌های پله‌ها در ساختمان‌ها در آلمان در استاندارد DIN 18065 «پله‌های ساختمان»، در قوانین ساختمانی ایالتی و در مقررات پیشگیری از حوادث (UVV) تنظیم شده‌است. نرده راه پله برای تمام پله‌های بیش از سه پله باید در نظر گرفته شود.
انتهای افقی معمولاً به عنوان نرده دستی شناخته می‌شود. این نرده به‌طور محکم بر روی پایه نرده عمودی نصب شده‌است، با نرده‌های تمام شیشه ای روی شیشه ایمنی که به‌طور ثابت عمل می‌کنند. بین پایه‌های نرده و نرده‌های پرکننده (صفحات، شیشه، فلز سوراخ‌دار، سیم، طناب یا سایر الگوها و مواد) یا میله‌های عمود بر (حداکثر ۱۲ عدد) قرار دارند. فاصله نوار سانتی‌متر، برای مهدکودک‌ها و مراکز روزانه ۸٫۹ اعمال می‌شود سانتی‌متر) یا یک یا دو میله افقی زانو (با حداکثر ۵۰). فاصله سانتی‌متر) و یک تخته دامن.
سازه‌های نرده معمولاً حاوی جبران انبساط حرارتی هستند که نشان دهنده اتصال مونتاژ نیز می‌باشد.

### ارتفاع
نرده‌های راه پله - با اندازه‌گیری از لبه جلوی پله - باید حداقل ۹۰ سانتی‌متر باشد ارتفاع (در محل کار حداقل ۱۰۰ سانتی‌متر). برای ارتفاعات پاییز بیشتر از ۱۲ متر معمولاً ارتفاع حداقل ۱۱۰ سانتی مت برای همه ساختمان‌ها است مورد نیاز است. هر ایالت فدرال قوانین متفاوتی در این مورد دارند. در بادن-وورتمبرگ قد ۹۰ سانتی‌متر است نیز بالای ۱۲ متر ارتفاع پاییز مورد نیاز است.
نرده‌های پل به عنوان حفاظت از سقوط برای عابران پیاده یا دوچرخه سواران عمل می‌کنند. نرده‌ها از فولاد یا آلومینیوم ساخته شده‌اند و ارتفاع سقوط آنها کمتر از ۱۲ متر است حداقل ارتفاع ۱٫۰ متر، برای ارتفاعات سقوط بزرگتر حداقل ارتفاع ۱٫۱ متر است علاوه بر مسیرهای دوچرخه سواری، ارتفاع نرده حداقل ۱٫۳ متر در آلمان مورد نیاز است تجویز شده‌است. برخی از نرده‌های پل دارای کابل فولادی در نرده هستند تا در صورت تصادف خودروها را ایمن کنند. توصیه‌ها برای امکانات دوچرخه سواری ۱٫۳۰ متر را پیشنهاد می‌کند ارتفاع نرده

### جنبه‌های ایمنی
در مورد نرده‌های قدیمی، باید از تکیه دادن (به‌صورت گروهی) به نرده خودداری کنیم، زیرا معمولاً ارزیابی میزان ضعیف بودن مواد در ناحیه‌ای که پایه نرده در آن بسته شده‌است دشوار است. سایش می‌تواند در نتیجه افزایش سن نرده‌ها باشد. این شامل خوردگی در فولاد، پوسیدگی در چوب، شکنندگی در پلاستیک، به دلیل استرس و سایر تأثیرات است. امروزه با استفاده از سیستم‌های حفاظت در برابر خوردگی دائمی مانند گالوانیزه گرم یا سیستم دوبلکس (گالوانیزه گرم به علاوه پوشش) یا با استفاده از فولاد ضدزنگ، خوردگی روی نرده‌های فولادی تقریباً غیرممکن است.
در صورت وجود مشکل‌هایی در مورد نرده‌های فلزی بالکن در ناحیه گیره پست نرده، این مشکلات را می‌توان با اتصال‌ها جانبی یا (حتی بهتر) با اقداماتی در قسمت زیرین بالکن حل کرد.
برای پل‌ها (و همچنین برای برخی سازه‌های دیگر)، DIN 1076 آزمایش‌های پایداری سالانه را تجویز می‌کند. این همیشه شامل بررسی نرده‌ها می‌شود.

## استاتیک
ارتفاع نرده مربوط به محاسبه توسط مهندس سازه (مهندس سازه) با طول نرده نرده مطابقت دارد و اغلب با ارتفاع جان پناه یکسان نیست. در حالی که ارتفاع جان پناه از کف تمام شده اندازه‌گیری می‌شود، طول کنسول از نقطه اتصال نرده اندازه‌گیری می‌شود. اگر نرده z. ب) متصل به جلوی یک بالکن، که همچنین دارای ساختار طبقه بلند است، طول کنسول می‌تواند ۲۰ تا ۳۰ سانتی‌متر بزرگتر از ارتفاع جان پناه واقعی باشد.

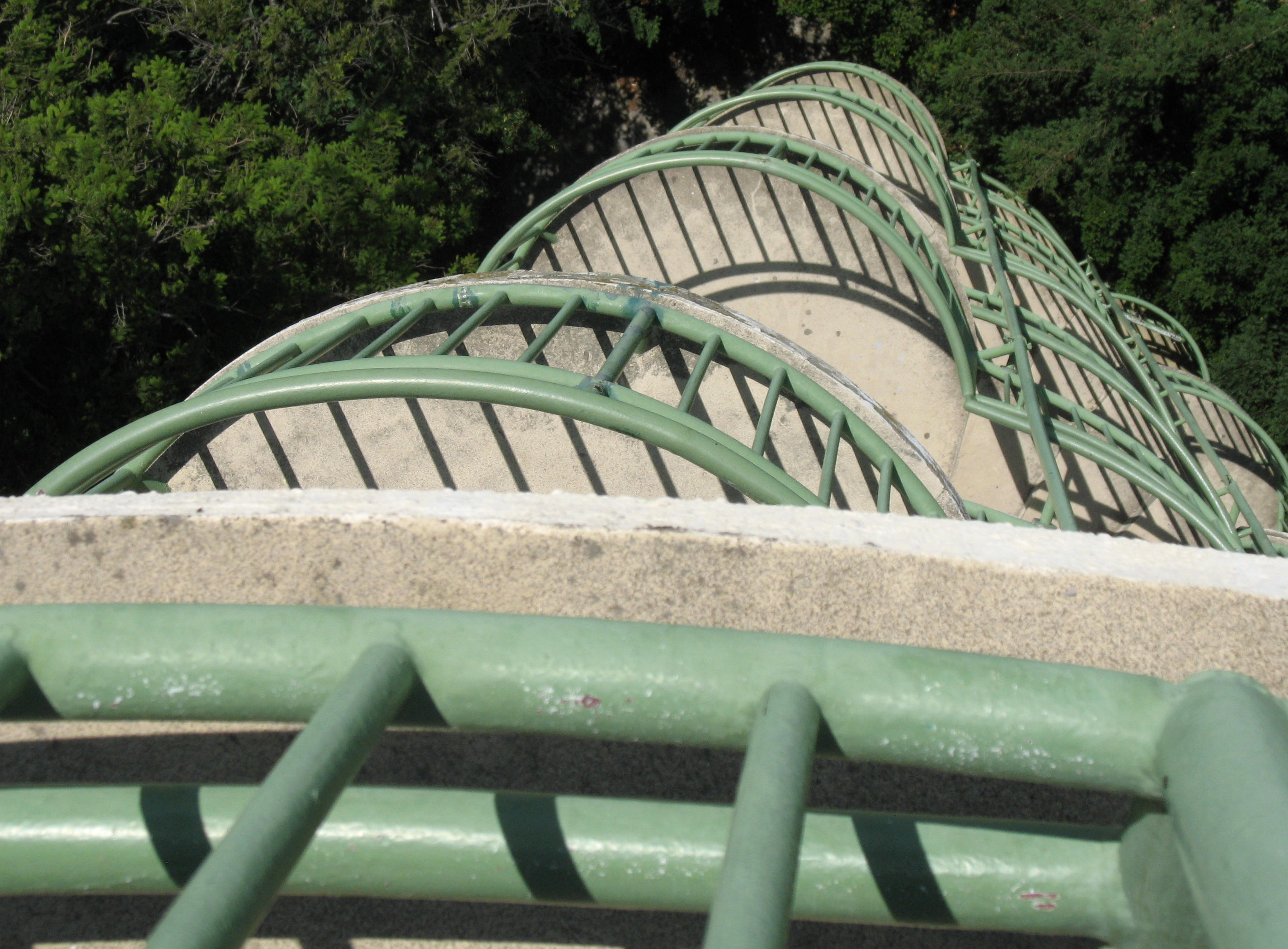
نرده در رصدخانه جوبیلی

مهندس مهندسی سازه معمولاً ضخامت مواد و اندازه بست‌هایی را که در واقع برای نرده‌ها مورد نیاز است محاسبه می‌کند، اگرچه تعدادی از نرده‌ها توسط قفل سازان، نجاران، نجاران یا سایر صنعتگران یا طراحان و غیره بدون محاسبات ثابت نصب می‌شوند. اگر شخصی از این طریق آسیب ببیند، ممکن است این موضوع تحت قوانین کیفری مرتبط شود.
طبق DIN EN 1991-1-1 یا طبق DIN EN 1991-1-1/NA، علاوه بر وزن خود نرده، بارهای افقی و عمودی ناشی از باد، افراد یا تکیه بر روی آن نیز باید در نظر گرفته شود. استاندارد سه فشار ریل مختلف (بار افقی در ارتفاع ریل نرده) را برای دسته‌های کاربری مختلف مشخص می‌کند. بار ۰٫۵ کیلونیوتن بر متر (مطابق با حدود ۵۰ کیلوگرم در هر متر نرده) برای آپارتمان‌ها و ادارات اعمال می‌شود. در اتاق‌های اجتماعات و فروش و همچنین در کارخانه‌ها و کارگاه‌ها ۱٫۰ کیلو نیوتن بر متر، برای ساختمان‌هایی با جمعیت زیاد (سالن‌های کنسرت یا ترندها) ۲٫۰ کیلونیوتن بر متر است. بارها باید در بالاترین نقطه یا نرده‌ها اعمال شوند. یک مهندس سازه تنش‌های مربوطه را تعیین می‌کند که از آن فاصله پست‌ها و مقطع پروفیل حاصل می‌شود.
اگر نوع استاتیکی ایجاد شده باشد و توسط مهندس سازه بررسی شده و برای اجرا آزاد شده باشد، معمولاً نیازی به محاسبه استاتیک جدیدی برای نرده‌ها از کاتالوگ نیست.

## مونتاژ
از آنجایی که خرابی اتصال یک قطعه روی نرده می‌تواند جان یا سلامت انسان را به خطر بیندازد یا عواقب اقتصادی قابل توجهی داشته باشد، نرده‌ها باید همیشه بعد از تأیید ابعاد و بسته شوند.
برای لنگر انداختن دال بالکن در قسمت لبه جلویی، فقط می‌توان از رولپلاک‌های مقاوم در برابر ترک، بدون تنش یا بدون انبساط و رولپلاک‌های مورد تأیید مقامات ساختمانی ساخته شده از فولاد ضدزنگ V4A استفاده کرد. اینها معمولاً لنگرهای چسبی مناسب برای مناطق کششی و لنگرهای زیر برش هستند. همیشه باید از خوردگی (به دلیل ترک‌های تنشی و اتصال‌ها اجزا) اجتناب شود. برای جلوگیری از خوردگی تماسی، نرده‌های فولادی ضدزنگ، به عنوان مثال، نباید با پیچ‌های گالوانیزه بسته شوند.

## طبقه‌بندی نرده‌ها

### اصول اولیه
- سال ساخت/عصر و منطقه

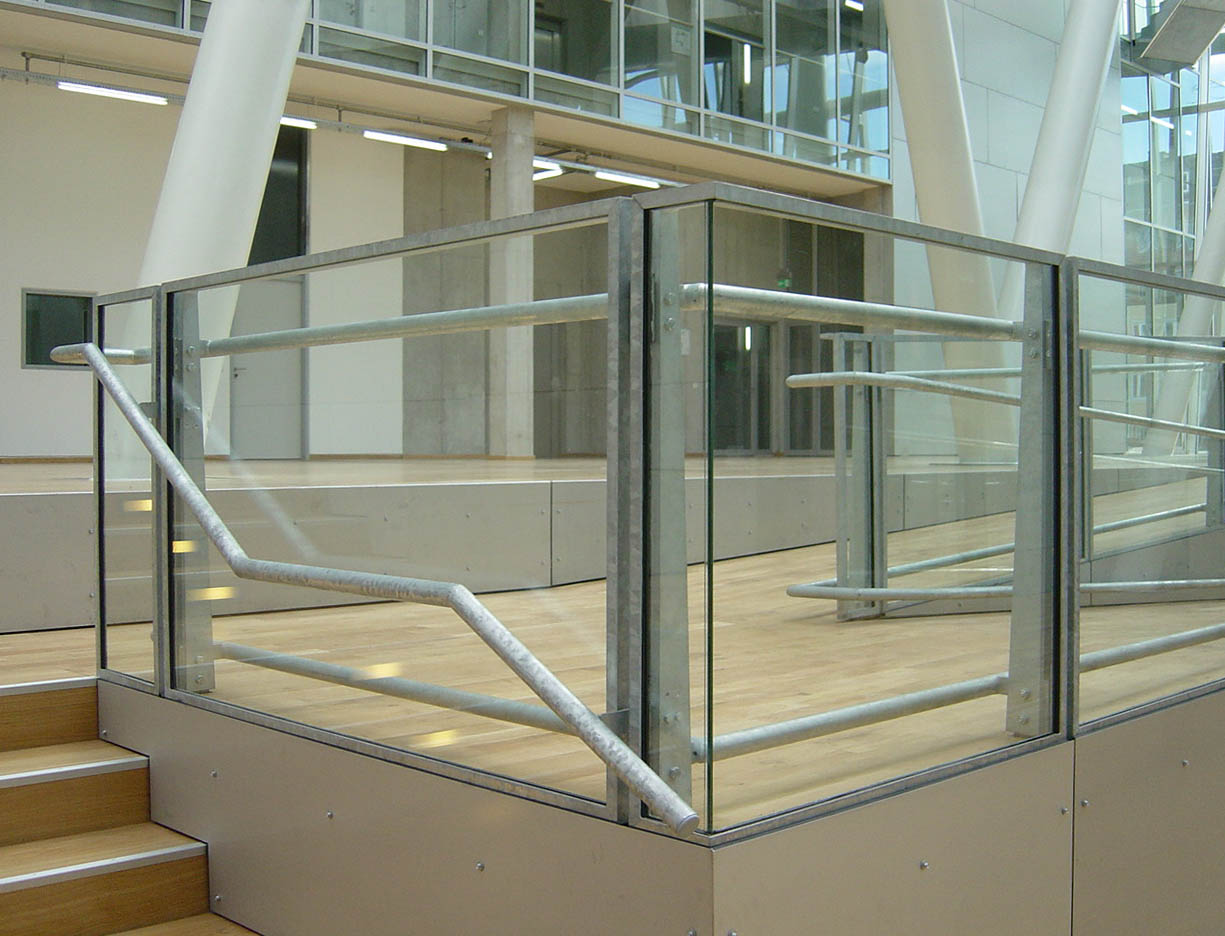
نرده استیل و شیشه گالوانیزه

- طراحی (طراح/معمار، مهندسان، هنرمندان، صنعتگران)
- فرم (انفرادی یا تایپ شده (کالاهای فله))
  - نرده با پر نرده، نرده میله پرکننده، نرده نرده زانویی، نرده با روکش
  - نرده فولادی لوله ای، نرده کابل فولادی، نرده اسلت، نرده شیشه ای، قطعات بتنی پیش ساخته، نرده آجری
    - صفحات، شیشه، ورق فلزی سوراخ دار، سیم، طناب
- ساخت توسط
  - مهارت:
    - سنگ‌تراش (مجسمه‌ساز)، آجرکار، آهنگر، نجار، قفل ساز، لعاب، نجار (نجار)

  - صنعت:
    - کارخانه‌های شیشه، فلز، چوب یا پلاستیک (یا کارخانه‌ها)

  - هنرمندان و خودآموزان، …
- مواد (شیشه، طناب، پارچه، تخته فیبر آزبست سیمان، ورق پی وی سی موجدار)
- استاتیک (محاسبه برای نرده‌های فردی یا انواع / نرده‌های سیستم یا بدون محاسبه با توجه به احساس و / یا تجربه شخصی که کار را انجام می‌دهد)
- عناصر اضافی روی نرده‌ها (نگهدارهای جعبه گل، حفاظت از حریم خصوصی و باد، نگهدارنده بند رخت، محافظ بالا رفتن، نگهدارنده چترهای آفتابی، آنتن‌های ماهواره و …)
- عملکرد (محافظت از سقوط، راهیابی، زینت)

### نرده تمام شیشه ای
نرده‌های تمام شیشه ای با این تعریف مشخص می‌شوند که هیچ عنصر ساختاری (از نظر استاتیکی مؤثر) دیگری مانند میله‌ها یا پایه‌های نرده وجود ندارد. نرده‌های تمام شیشه ای معمولاً به صورت پنل‌هایی از شیشه ایمنی که به زمین چسبیده شده‌اند طراحی می‌شوند. به همین ترتیب، نرده‌ها اغلب (به اشتباه) به عنوان محافظ سقوط از شیشه‌های شیشه ای شناخته می‌شوند، در این صورت فقط عناصر میانی از شیشه ساخته شده‌اند. به منظور اطمینان از ایمنی ساخت و ساز، دستورالعمل‌های فنی برای لعاب ضد سقوط (TRAV) باید اعمال شود. اگر از هیچ محصول ساختمانی با تاییدیه استاندارد استفاده نمی‌شود، باید مدرکی مبنی بر انطباق با TRAV ارائه شود و در موارد فردی تاییدیه (ZiE) درخواست شود. با معرفی DIN 18008، اکنون مبنایی برای محاسبه استاتیک شیشه‌ها وجود دارد. در بسیاری از موارد می‌توان از ZiE اجتناب کرد.

## مثال‌ها
- نرده بولارد قیصر، ماگدبورگ
- نرده Stadtbahn، وین

## ادبیات
- Hans-Walter Goldelius: نرده‌های بالکن و راه پله. به درستی برنامه‌ریزی، ساخت و مونتاژ کنید. ناشران کلمن، ۲۰۰۱، ISBN 3-87128-054-2.
- Willibald Mannes: پله‌ها و نرده‌ها. Verlagsgesellschaft رودولف مولر، ۲۰۰۴، ISBN 3-481-02125-9.
- DIN ISO 18065: پله‌ها. مقررات.
- انتشارات مؤسسه آلمانی برای ایمنی پله‌ها[۳]
- BGI/GUV-I 561، «پله‌های اطلاعاتی» بیمه حوادث اجتماعی آلمان (DGUV)[۴] (اطلاعات BG سابق «پله‌ها» BGI 561)

## لینک‌های وب
- سوئیس: www.suva.ch/gelaender استانداردها و سایر قوانین شناخته شده در سوئیس